# Alfonso López Trujillo
Alfonso López Trujillo (ur. 8 listopada 1935 w Villahermosa, zm. 19 kwietnia 2008 w Rzymie) – kolumbijski duchowny rzymskokatolicki, biskup pomocniczy Bogoty w latach 1971–1978, przewodniczący Rady Episkopatów Latynoamerykańskich w latach 1979–1982, arcybiskup metropolita Medellín w latach 1979–1991, przewodniczący Papieskiej Rady ds. Rodziny w latach 1990–2008, kardynał.

## Życiorys
Studiował w Bogocie – na uniwersytecie i w seminarium, następnie w Rzymie (Papieski Instytut Angelicum, Papieski Wydział Teologiczny i Papieski Instytut Duchowości Teresianum). Obronił doktorat z filozofii. Święcenia kapłańskie otrzymał 13 listopada 1960. Pracował jako wykładowca seminarium w Bogocie, aktywnie zajmował się pracą duszpasterską; był m.in. koordynatorem duszpasterstwa na XXXIX Międzynarodowym Kongresie Eucharystycznym w Bogocie w sierpniu 1968. Jako ekspert uczestniczył w obradach II Konferencji Generalnej Episkopatów Latynoamerykańskich w Medellin w sierpniu i wrześniu 1968. Pełnił funkcję wikariusza generalnego archidiecezji Bogota oraz był profesorem miejscowego uniwersytetu.
25 lutego 1971 został mianowany biskupem pomocniczym Bogoty, ze stolicą tytularną Boseta; przyjął sakrę biskupią 25 marca 1971. Od listopada 1972 pełnił funkcję sekretarza generalnego Rady Episkopatów Latynoamerykańskich. Wielokrotnie brał udział w sesjach Światowego Synodu Biskupów w Watykanie, zarówno w sesjach zwyczajnych, jak i nadzwyczajnych i specjalnych (m.in. specjalnej sesji poświęconej Kościołowi w Ameryce w listopadzie i grudniu 1997). W maju 1978 został promowany na arcybiskupa i mianowany koadiutorem Medellin z prawem następstwa; objął rządy w archidiecezji 2 czerwca 1979. W latach 1979–1982 był przewodniczącym Rady Episkopatów Latynoamerykańskich.
2 lutego 1983 Jan Paweł II mianował go kardynałem, z tytułem prezbitera S. Prisca; był przewodniczącym Konferencji Episkopatu Kolumbii (1987–1990), a w listopadzie 1990 przeszedł do pracy w Kurii Rzymskiej, na stanowisko przewodniczącego Papieskiej Rady ds. Rodziny. W związku z nową funkcją złożył rezygnację ze zwierzchnictwa metropolii Medellin w styczniu 1991. 17 listopada 2001 López Trujillo został promowany do rangi kardynała-biskupa i objął rzymską diecezję podmiejską Frascati.
Brał udział w konklawe 2005, które wybrało papieża Benedykta XVI.

## Kontrowersje
Alfonso López Trujillo był uznawany za jednego z najbardziej konserwatywnych kardynałów. Był stanowczym przeciwnikiem aborcji, homoseksualizmu, stosowania prezerwatyw oraz sprzeciwiał się feminizmowi i postępowym nurtom Kościoła latynoskiego.
W artykułach opublikowanych w australijskim The Sydney Morning Herald oraz brytyjskim The Telegraph, odnoszących się do książki
Frédérica Martela Sodoma. Hipokryzja i władza w Watykanie, Alfonso López Trujillo został określony „wiodącą postacią” wśród homoseksualnych duchownych w Watykanie. Autor zarzucił Trujillo, że „publicznie był ostro antygejowski i prorodzinny, ale prywatnie spał z męskimi prostytutkami”. Książka opisuje także wykorzystywanie seminarzystów przez Alfonso Lópeza Trujillo oraz jego praktyki wyszukiwania i zatrudniania męskich prostytutek, wobec których używał przemocy.